# Eva Almos
Eva Almos est une actrice, scénariste et productrice canadienne.

## Filmographie

### comme actrice
- 1985 : Les Bisounours: le film (The Care Bears Movie) : Friend Bear / Swift Heart Rabbit (uncredited) (voix)
- 1985 : Les Bisounours ("The Care Bears") (série télévisée) : Swift Heart Rabbit (voix)
- 1986 : Care Bears Movie II: A New Generation : Friend Bear (voix)
- 1987 : The Care Bears Adventure in Wonderland : Swift Heart Rabbit (voix)
- 1988 : AlfTales (série télévisée) : Additional Voices (voix)
- 2004 : Care Bears: Forever Friends (vidéo) : Friend Bear

### comme scénariste
- 1994 : Duckman: Private Dick/Family Man (série télévisée)

### comme productrice
- 1998 : Ask Harriet ("Ask Harriet") (série télévisée)
- 1999 : Secret Service Guy (série télévisée)
- 2003 : The Blobheads (série télévisée)